# Stadtgericht München
Das Stadtgericht München war eine 1804 gegründete Gerichtsbehörde mit Sitz in München, die 1854 in ein Stadtgericht München links der Isar und ein Stadtgericht München rechts der Isar aufgeteilt wurde. Diese beiden Gerichte bestanden bis 1879, dann wurden mit Einführung des deutschen Gerichtsverfassungsgesetzes aus den bisherigen Stadtgerichten reichseinheitlich die Amtsgerichte.

## Geschichte
Das Stadtgericht München wurde 1804 im Zuge von staatlichen Reformen gegründet. Stadtgerichte hatten im Kurfürstentum und im Königreich Bayern (ab 1806) nur juristische Aufgaben, im Gegensatz zu den Landgerichten, die bis 1862 Gerichts- und Verwaltungsbehörde in einem waren. Ab 1809 wurde München zur kreisunmittelbaren Stadt mit einem eigenen Polizeidirektor. Auf dem Gebiet des heutigen Landkreises München war bereits 1803 als Landgericht älterer Ordnung das Landgericht München gebildet worden, das für das Münchner Umland zuständig war. Stadt- und Landgericht München gehörten zum Isarkreis, der 1838 in Oberbayern umbenannt wurde. Bereits 1831 sollte das Landgericht München aufgeteilt werden. Es entstand bis 1835 das neue Landgericht Au.
Nach der Eingemeindung von Au, Giesing und Haidhausen in die Stadt München am 1. Oktober 1854 wurde für die neuen Stadtteile das Stadtgericht München rechts der Isar geschaffen, aus dem bisherigen Stadtgericht München wurde das Stadtgericht München links der Isar. Gleichzeitig fand eine Umorganisation der Landgerichte des Umlandes statt: Aus dem Landgericht München wurde das Landgericht München links der Isar und aus den Restgemeinden des bisherigen Landgerichtes Au das Landgericht München rechts der Isar. Im Jahre 1879 wurde mit Einführung des Gerichtsverfassungsgesetzes das Amtsgericht München aus den bisherigen Stadt- und Landgerichtsbehörden gebildet.